# Adolf Merckle
Adolf Merckle (Dresda, 18 marzo 1934 – Blaubeuren, 5 gennaio 2009) è stato un imprenditore tedesco, a capo della multinazionale Phoenix Pharmahandel e una delle persone più ricche di Germania e del mondo.

## Biografia
Merckle è nato a Dresda in una famiglia ricca. Da giovane studia giurisprudenza per diventare avvocato, ma non eserciterà mai la professione forense per dedicarsi alla carriera imprenditoriale. Entra in affari ereditando lo stabilimento chimico del nonno, originario della Boemia, consistente in un grande stabilimento chimico che gestirà personalmente. Nel corso degli anni trasformerà la sua impresa cambiando settore e dando vita alla Phoenix Pharmahandel, casa farmaceutica leader in Germania e tra le prime in Europa per fatturato.
Si è suicidato il 5 gennaio 2009 gettandosi sotto un treno vicino alla sua casa a Blaubeuren, dove aveva vissuto per anni insieme alla moglie e ai suoi 4 figli.

## Patrimonio
Oltre alla Phoenix Pharmahandel da lui fondata, possiede anche la  Ratiopharm attiva anch'essa nel settore farmaceutico, una grossa quota della Heidelberg Cement e nell'industria automobilistica Kässbohrer. È stato anche azionista della Volkswagen. Nel 2007 il suo patrimonio è stato stimato da Forbes in 12,8 miliardi di dollari rendendolo il 44º uomo più ricco del mondo, nel 2008 è sceso a 9,2 miliardi di dollari arretrando fino alla 96ª posizione.